# Nanda Primavera
Pour les articles homonymes, voir Primavera.
Nanda Primavera, née le 23 août 1898 à L'Aquila (Abruzzes) et morte le 9 août 1995 à Marino (Latium), est une actrice et chanteuse italienne.

## Biographie
Dotée d'une bonne voix de soprano, Nanda Primavera fait ses débuts au Teatro Quirino de Rome à l'âge de seize ans, dans la compagnie de Carlo Lombardo (it), en tant que protagoniste de l'opérette La duchessa del Bal Tabarin. En 1919, elle rejoint la compagnie fondée par Guido Riccioli (it), un homme qu'elle épousera vingt ans plus tard. La compagnie Riccioli-Primavera est alors la plus célèbre d'Italie dans le domaine de l'opérette.
Dans les années 1930, la compagnie se tourne vers la revue avec Gran Bazar et Ho l'impressione che tu esageri (litt. « J'ai l'impression que tu exagères »), avec une chorégraphie d'« exercices militaro-musicaux par de belles filles, qui font pâlir d'envie les légionnaires de Badoglio, victorieux à Addis-Abeba ». Lors de la saison 1938-1939, c'est au tour de Ma in campagna è un'altra.... avec une distribution comprenant un jeune Alberto Sordi.
« "Che sai fare?" gli chiese Riccioli e lui pronto: "Commendatore, io so fare il ballerino, le imitazioni, io so cantare. Io so far tutto". Poi, di fronte alla perplessità di Riccioli, intervenne Nanda Primavera con una domanda perentoria, definitiva: "Ce l'hai la giacca bianca?". "Si certo che ce l'ho", mentì Sordi che subito dopo correva a comprarsela a rate. Ogni riserva cadde e Sordi fu subito assunto come generico con una paga che doveva aggirarsi sulle trenta lire »
— Grazia Livi

« "Qu'est-ce que tu sais faire ? demanda Riccioli, et il était prêt : "Commendatore, je sais danser, je sais imiter, je sais chanter. Je peux tout faire". Alors, devant la perplexité de Riccioli, Nanda Primavera intervient avec une question péremptoire et définitive : "As-tu la veste blanche ? "Oui, bien sûr, je l'ai", répond Sordi, qui s'empresse de l'acheter en plusieurs fois. Toutes les réserves tombent et Sordi est immédiatement engagé comme acteur avec un salaire qui doit être de l'ordre de trente lires »
À la fin de la décennie, la compagnie devient « stabile » au Teatro Modernissimo de Florence.
Ce n'est qu'en 1940 que Nanda Primavera passe au cinéma, avec un rôle dans Il signore della taverna d'Amleto Palermi. Elle reprend son activité cinématographique avec plus de continuité dans les années d'après-guerre, souvent aux côtés de l'affectueux Alberto Sordi, dans des films tels que Le Veuf (1959) de Dino Risi (dans le rôle de mamma Italia), Le Gynéco de la mutuelle (1968) de Luigi Zampa et Il prof. dott. Guido Tersilli primario della clinica Villa Celeste convenzionata con le mutue (1969) de Luciano Salce (dans le rôle de la mère du docteur Tersilli).
Nanda Primavera s'est retirée de la vie professionnelle à la fin des années 1980 et elle est décédée le 9 août 1995.

## Filmographie
- 1936 : Ginevra degli Almieri (it) de Guido Brignone

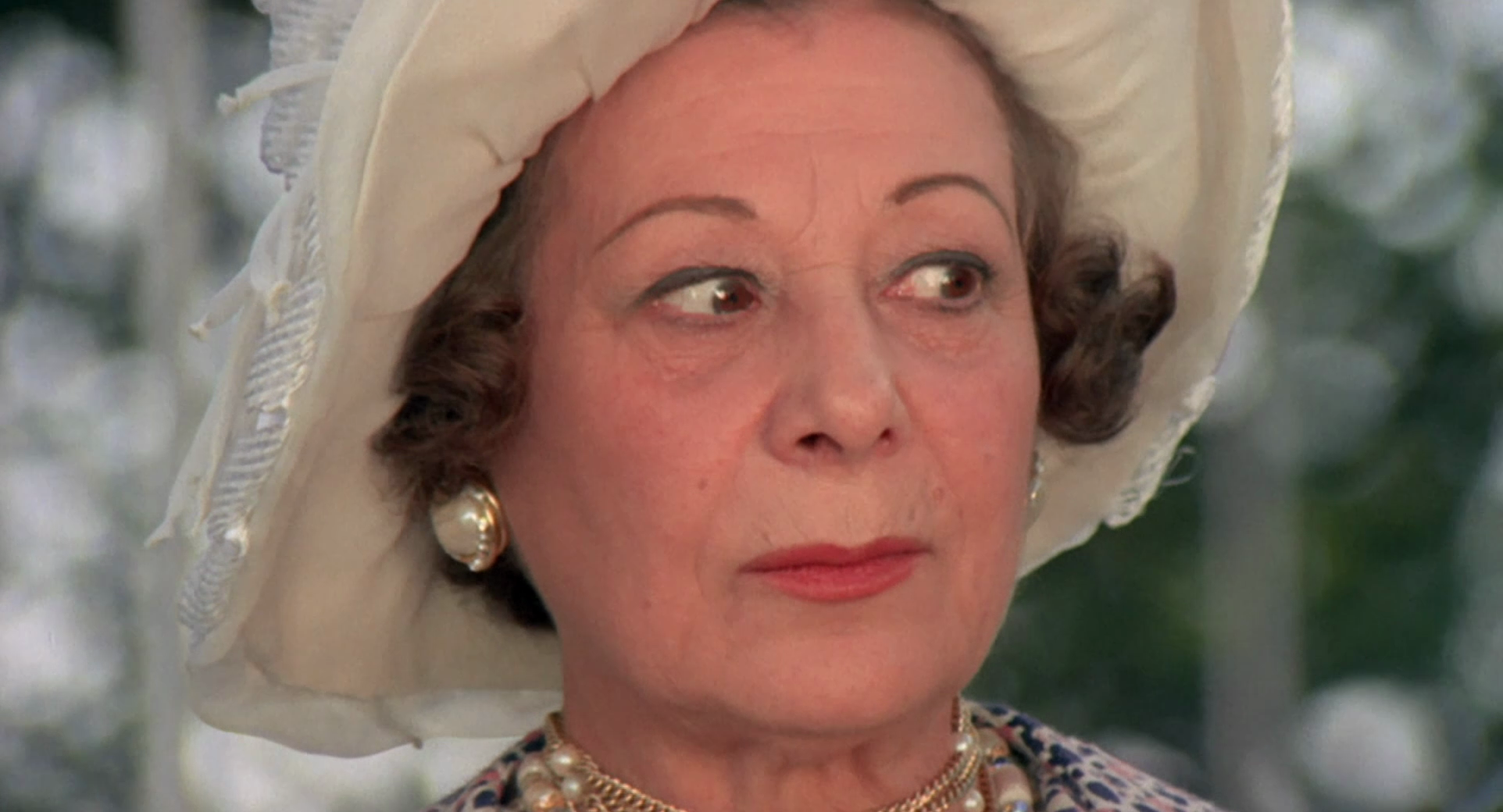
Nanda Primavera dans le film Zingara (1969).

- 1940 : Il signore della taverna d'Amleto Palermi
- 1945 : Toute la ville chante (Tutta la città canta) de Riccardo Freda
- 1951 : Beautés à Capri (Bellezze a Capri) d'Adelchi Bianchi et Luigi Capuano
- 1952 : L'Injuste Condamnation (L'ingiusta condanna) de Giuseppe Masini
- 1953 : La Marchande d'amour (La provinciale) de Mario Soldati
- 1955 : Graziella de Giorgio Bianchi
- 1955 : Bonsoir Maître (Buonanotte... avvocato!) de Giorgio Bianchi
- 1955 : Il n'y a pas de plus grand amour (Non c'è amore più grande) de Giorgio Bianchi
- 1955 : La Mère et l'Enfant (it) (Disperato addio) de Lionello De Felice
- 1955 : La Belle des belles (La donna più bella del mondo) de Robert Z. Leonard
- 1955 : Piccola posta de Steno
- 1956 : Sœur Letizia (Suor Letizia) de Mario Camerini
- 1956 : Sette canzoni per sette sorelle (it) de Marino Girolami
- 1958 : Mon gosse (Totò e Marcellino) d'Antonio Musu
- 1958 : Sergente d'ispezione (it) de Roberto Savarese
- 1959 : Le Veuf (Il vedovo) de Dino Risi
- 1959 : La cambiale de Camillo Mastrocinque
- 1960 : Gastone de Mario Bonnard
- 1960 : Caccia al marito de Marino Girolami
- 1960 : I piaceri dello scapolo (it) de Giulio Petroni
- 1962 : Twist, Lolitas et Jeunes Provinciaux (it) (Twist, lolite e vitelloni) de Marino Girolami
- 1961 : Quelle joie de vivre (Che gioia vivere) de René Clément
- 1964 : Napoleone a Firenze de Piero Pierotti
- 1965 : Les Complexés (I complessi) de Franco Rossi
- 1967 : Una rete piena di sabbia de Elio Ruffo (it)
- 1968 : Le Gynéco de la mutuelle (Il medico della mutua) de Luigi Zampa
- 1969 : Zingara de Mariano Laurenti
- 1969 : Il prof. dott. Guido Tersilli primario della clinica Villa Celeste convenzionata con le mutue de Luciano Salce
- 1972 : Meo Patacca (it) de Marcello Ciorciolini
- 1973 : Mais qui donc porte la culotte ? (La schiava io cè l'ho e tu no) de Giorgio Capitani
- 1974 : Service compris (Il domestico) de Luigi Filippo D'Amico
- 1980 : Bionda fragola de Mino Bellei
- 1982 : Scusa se è poco de Marco Vicario
- 1983 : Questo e quello de Sergio Corbucci
- 1983 : Se tutto va bene siamo rovinati de Sergio Martino
- 1987 : Les Yeux noirs (Очи чёрные) de Nikita Mikhalkov
- 1989 : E non se ne vogliono andare! de Giorgio Capitani